# Reino de Germania
El Reino de Germania o Reino de los Germanos (en latín: Regnum Teutonicorum, "Reino de los Teutones", Regnum Teutonicum, "Reino Teutónico") fue un Reino que se desarrolló a partir de la Francia Oriental, la división oriental del antiguo Imperio carolingio. La Francia Oriental se formó por el Tratado de Verdún de 843 y fue gobernada por los francos carolingios hasta 919, tras lo cual se formó una monarquía electiva. Los electores iniciales fueron los gobernantes de los ducados raíz, que generalmente elegían a uno de los suyos. Después de 962, cuando Otón I fue coronado emperador, la Francia Oriental (luego apodada Germania) constituyó el grueso del Sacro Imperio junto con el Reino de Italia. Más tarde incluyó a Bohemia (después de 1004) y Borgoña (después de 1032). 
Al igual que la Inglaterra medieval y la Francia medieval, la Alemania medieval se consolidó a partir de un conglomerado de tribus, naciones o entidades políticas más pequeñas en la Alta Edad Media. El término rex teutonicorum ('rey de los teutones') se empezó a usar en Italia alrededor del año 1000. Fue popularizado por la cancillería del papa Gregorio VII durante la querella de las investiduras (finales del siglo XI), tal vez como una herramienta polémica contra el emperador Enrique IV.
En el siglo XII, para enfatizar el carácter imperial y transnacional de su cargo, los emperadores comenzaron a emplear el título rex Romanorum (Rey de romanos) a su elección (por los príncipes electores, siete obispos y nobles alemanes). Distintos títulos para Alemania, Italia y Borgoña, que tradicionalmente tenían sus propios tribunales, leyes y cancillerías, dejaron de usarse gradualmente. Después de implantarse la Reforma imperial y la Reforma de asentamiento, la parte germana del Sacro Imperio Romano Germánico se dividió en Reichskreise (Círculos Imperiales), que definieron efectivamente a Alemania contra los territorios imperiales fuera de los Círculos Imperiales: Italia imperial, Reino de Bohemia y la Antigua Confederación Suiza. Sin embargo, existen relativamente pocas referencias de un reino germano distinto del Sacro Imperio Romano Germánico.

## Terminología
La división oriental del Tratado de Verdún se llamó regnum Francorum Orientalium o Francia Orientalis: el Reino de los francos orientales o simplemente Francia Oriental. Era la mitad oriental del antiguo regnum austrasiorum merovingio. Los 'francos orientales' (o austrasianos) eran los de Franconia, que habían sido colonizados por francos. Los otros pueblos del oriente de Francia eran sajones, frisones, turingios y similares, conocidos como teutónicos (o germanos) y, a veces, francos a medida que las identidades étnicas cambiaban en el transcurso del siglo IX.
Una entrada en los Annales iuvavenses (o Anales de Salzburgo) del año 919, aproximadamente contemporánea pero que ha sobrevivido solo en una copia del siglo XII, registra que Baiuarii sponte se reddiderunt Arnolfo duci et regnare ei fecerunt in regno teutonicorum, es decir, que 'Arnulfo, Duque de los bávaros, fue elegido para reinar en el Reino de los teutones'. Los historiadores no se ponen de acuerdo sobre si este texto es lo que estaba escrito en el original perdido; tampoco de si la idea del Reino como teutón o germano, en lugar de franco, data del siglo X o del siglo XI, aunque la idea del reino como 'germano' está firmemente establecida desde finales del siglo XI.
Desde finales del siglo XI, durante la Querella de las investiduras, la curia papal comenzó a usar el término regnum teutonicorum para referirse al reino de Enrique IV en un esfuerzo por reducirlo al nivel de los otros reyes de Europa, mientras que él mismo empezó a utilizar el título rex Romanorum o "Rey de romanos" para enfatizar su derecho divino al imperium Romanum. Este título fue empleado con mayor frecuencia por los propios reyes germanos, aunque se dignaban emplear el título de 'teutónicos' cuando se consideraba diplomático, como en la carta de Federico I Barbarroja al Papa, en referencia a que recibió el coronam Theutonici regni (corona del reino teutón). Los reyes y eclesiásticos extranjeros siguieron refiriéndose al regnum Alemanniae y règne o royaume d'Allemagne. Los términos imperium/imperator o imperio / emperador a menudo se asignaban al reino germano y sus gobernantes, lo que indica un reconocimiento de su altura imperial pero combinado con las referencias 'teutónicas' y 'germanas', referencias a una negación de sus Romanitas y su dominio universal. El término regnum Germaniae comienza a aparecer incluso en fuentes alemanas a principios del siglo XIV.
A lo largo de la Edad Media, la convención era que el rey (elegido) de Germania también era Emperador de romanos. Su título era real (Rey de germanos o, a partir de 1237, Rey de romanos) desde su elección hasta su coronación en Roma por el Papa, y a partir de entonces, emperador. Después de la muerte de Federico II en 1250, la tendencia hacia un 'reino germano más claramente concebido' no encontró la consolidación. El título de 'Rey de romanos' llegó a ser cada vez menos reservado al emperador electo, pero sin coronación en Roma. El emperador elegido era conocido como "rey germano" o simplemente se llamaba a sí mismo 'imperator'. El reinado era datado desde el día de la elección (Felipe de Suabia, Rodolfo de Habsburgo) o desde el día de la coronación (Otón IV, Enrique VII, Luis IV, Carlos IV). El día de la elección se convirtió en la fecha de inicio de forma permanente a partir de Segismundo.
Finalmente, Maximiliano I cambió el tratamiento de emperador en 1508 con la aprobación papal: después de su coronación germana, su tratamiento fue Dei gratia Romanorum imperator electus semper augustus. Es decir, él era el "emperador electo", un término que no implicaba que fuera el emperador en espera o que aún no fuera completamente emperador, sino que era emperador en virtud de la elección en lugar de la coronación papal (por tradición, el tratamiento rex Romanorum electus se mantuvo entre la elección y la coronación germana). Al mismo tiempo, se reanudó la costumbre de tener al heredero natural como Rey de romanos en vida del emperador. Por esta razón, el título de 'Rey de romanos' (rex Romanorum, a veces 'rey de germanos' o rex Teutonicorum) llegó a significar heredero natural, el sucesor elegido mientras el emperador todavía estaba vivo.
El arzobispo de Maguncia fue ex officio canciller de Germania, ya que sus colegas, el arzobispo de Colonia y el arzobispo de Tréveris fueron los cancilleres de Italia y Borgoña, respectivamente. Estos títulos continuaron en uso hasta el final del imperio, pero solo existió la cancillería germana.

## Historia

La Francia Media surgida del Tratado de Verdún de 843, donde se incluyen las tres divisiones.

### Período carolingio, 843–919
La división tripartita del Imperio carolingio tras el Tratado de Verdún de 843 fue desafiada muy pronto a la muerte del emperador Lotario I en 855. Lotario, hijo mayor de Ludovico Pío, había dividido su reino de Francia Media entre sus tres hijos e inmediatamente, la más septentrional de las tres divisiones, Lotaringia, fue disputada entre los reyes de la Francia Oriental y la Francia Occidental. La guerra duró hasta 925. Lotario II de Lotaringia, hijo segundo de Lotario I, había muerto en 869 y el Tratado de Meerssen (870) dividió su reino entre la Francia Oriental y Occidental, pero los soberanos francos occidentales renunciaron a su parte legítima de la Francia Oriental por el Tratado de Ribemont en 880. El tratado fijó la frontera entre Francia y Germania hasta el siglo XIV. La nobleza lotaringia trató de preservar su independencia del dominio franco del este y del oeste cambiando su lealtad a conveniencia con la muerte del rey Luis el Niño en 911, pero en 925, Lotaringia fue cedida finalmente a la Francia Oriental por Rodolfo de Francia Occidental para luego formar el Ducado de Lorena dentro del reino franco oriental.
La Francia Oriental fue asimismo, según la costumbre tradicional de la época, dividida en tres partes a la muerte de Luis el Germánico (875). Conocidos tradicionalmente como 'Sajonia', 'Baviera' y 'Suabia' (o 'Alemannia'), estos reinos fueron gobernados por los tres hijos de Luis en cooperación, pero fueron otra vez reunificados por Carlos el Gordo en 882, al morir sus hermanos. Sin embargo, existían diferencias entre los pueblos de las diferentes regiones de su reino, por lo que cada región podría ser fácilmente descrita por sus contemporáneos como un regnum, aunque no se pudiesen considerar como reinos en sí. No obstante, la lengua germánica común y la tradición del gobierno común desde 843 preservaron los lazos políticos entre los diferentes regna e impidieron que el reino se desmoronara después de la muerte de Carlos el Gordo. El trabajo de Luis el Germánico para mantener su reino y darle un gobierno real fuerte también contribuyó en gran medida a la creación de un Estado franco oriental (es decir, germano).

### Ducados raíz

Ducados raíz en el Reino de Germania y el Sacro Imperio, c. 1000.
----
Ducado de Sajonia
Ducado de Baja Lorena
Ducado de Alta Lorena
Ducado de Franconia
Ducado de Suabia
Ducado de Baviera

Dentro de la Francia Oriental existían grandes ducados, a veces llamados reinos (regna) que tenían un cierto nivel de solidaridad interna. La debilidad de un poder central facilitó la formación de ducados "tribales". Los primeros fueron Sajonia y Baviera, que habían sido conquistadas por Carlomagno. En la historiografía alemana se les llama jüngere Stammesherzogtümer, o 'ducados raíz más jóvenes'. Los cinco 'ducados raíz más jóvenes' convencionales del Sacro Imperio Romano Germánico son Sajonia, Baviera, Franconia, Suabia y Lotaringia. El ducado de Turingia, aunque es uno de los 'viejos ducados raíz', no se cuenta entre ellos porque había sido absorbido por Sajonia en 908, antes de la fundación del Sacro Imperio Romano Germánico. 
Se ha debatido en la historiografía alemana moderna sobre el sentido de que estos ducados fuesen 'tribales', como en un pueblo que comparte una ascendencia común, gobernado por un jefe durante largos períodos de tiempo, compartiendo un sentido tribal de solidaridad y costumbres. En el contexto del nacionalismo alemán moderno, Gerd Tellenbach (1939) enfatizó el papel del feudalismo, tanto de los reyes en la formación del reino germano como de los duques en la formación de los ducados raíz, frente a Martin Lintzel y Walter Schlesinger, que hacían hincapié en el papel de las 'raíces' o 'tribus' individuales (Stämme). La existencia de una autodesignación 'tribal' entre sajones y bávaros puede confirmarse durante los siglos X y XII, respectivamente, aunque puede haber existido mucho antes.
Después de la muerte del último carolingio franco oriental, Luis el Niño, en 911, los ducados raíz reconocieron la unidad del reino, reuniéndose en Forchheim y eligieron a Conrado I de Franconia como su rey. Según la tesis de Tellenbach, los duques crearon los ducados durante el reinado de Conrado. Ningún duque intentó establecer un reino independiente. Incluso después de la muerte de Conrado en 918, cuando se disputó la elección de Enrique I el Pajarero, su rival, Arnulfo, duque de Baviera, no fundó un reino separado aunque reclamó todo, antes de ser obligado por Enrique a someterse a la autoridad real. Enrique incluso pudo haber promulgado una ley que estipulaba que el reino estaría unido a partir de entonces. Arnulfo continuó gobernando como un rey incluso después de su sumisión, pero tras su muerte en 937, el ducado fue rápidamente controlado por el hijo de Enrique, Otón el Grande. Los otonianos trabajaron para preservar a los ducados como departamentos de la corona, pero por el reinado de Enrique IV los duques los habían convertido en funcionalmente hereditarios.

### Sajones y sálicos, 919–1125
Cualquier distinción entre los reinos de la Francia Oriental y Germania es, en cierta medida, producto de una retrospección posterior (de igual que la Francia Occidental, que pasaría a llamarse Francia varios siglos después). Es imposible basar esta distinción en fuentes primarias, puesto que la Francia Oriental sigue estando presente mucho después de que el Reino de Germania entre en la historia. Un cronista e historiador imperial del siglo XII, Otón de Frisinga, distingue al primer Rey de germanos (Enrique I), que había restaurado el reino usurpado por los lombardos, del primer rey germano en tener el poder imperial (Otón I).
En 1028, después de su coronación como emperador en 1027, Conrado II el Sálico de la dinastía salia hizo que su hijo, Enrique III, fuera elegido rey de Germania por los príncipes electores. Cuando Conrado intentó deponer en 1035 a Adalberón, duque de Carintia, Enrique, siguiendo el consejo de su tutor, Egilberto, obispo de Frisinga, se negó a permitirlo, ya que Adalberón era un vasallo del rey de Germania, no del emperador. Los magnates alemanes, habiendo elegido legalmente a Enrique, no reconocerían la deposición a menos que su rey también lo hiciera. Después de muchas protestas, Conrado se arrodilló finalmente ante su hijo y suplicó su consentimiento, que finalmente se le concedió. En 1047, Enrique III es coronado emperador.